# Kosmisk baggrundsstråling
Den kosmiske baggrundsstråling (engelsk: cosmic microwave background, fork. CMB) er en baggrundsstråling af mikrobølger fra verdensrummet. Strålingen er med minimale afvigelser ens fra alle retninger i universet og svarer meget præcist til mikrobølgeprofilen fra et sort legeme med en temperatur på ca. 2,7 K jf. Plancks strålingslov.

## Opdagelsen
Den kosmiske baggrundsstråling blev opdaget i 1964 og tre artikler herom blev i 1965 udgivet i The Astrophysical Journal 70, 1965 Nov, p. 697 og i Astrophysical Journal Letters 142, 1965 Oct, p. 419 og p. 1149.

## Oprindelse og fortolkning
Mikrobølgerne som den kosmologiske baggrundsstråling består af, opfattes i dag som rødforskudt elektromagnetisk stråling fra én af Universets allertidligste faser 379.000 (± 1.000) år efter Big Bang. Indenfor kosmologien har den kosmiske baggrundsstråling været et vigtigt observérbart argument for universets udvidelse, selve Big Bang-teorien og det kosmologiske princip, samt forståelsen af universets storskalastrukturer.
Da strålingen opstod og blev udsendt i sin tid, var det i form af meget energirig gammastråling med en meget kort bølgelængde. På grund af den kosmologiske rødforskydning er strålingen blevet mere og mere langbølget og over mange milliarder år er gammastrålingen blevet til de mikrobølger vi kan observere i dag. Den kosmiske baggrundsstråling tolkes således som det kraftigste levn fra Universets tidligste stadier, som vi kan observere i dag, og den indeholder mange vigtige informationer om forholdene og udviklingen dengang.
Den kosmiske baggrundsstråling stråler imod os fra alle sider af verdensrummet i en perfekt kugleform (isotrop fordeling), og strålingens intensitet er næsten ens i alle retninger (homogen fordeling). Den tolkes typisk som dannet ca. 380.000 år efter Big Bang, og da det ikke er muligt at se igennem og bagom denne mur af lys, har vi ingen direkte informationer fra tidligere tider.
Man har opdaget, at strålingen er meget jævnt fordelt og svarer til den elektromagnetiske stråling, som et sort legeme med en temperatur på ca. 2,7 K vil udsende. Temperaturudsvingene er på under ± 0,0002 K. Ved mindre temperaturforskelle kan man se steder som er varmere og steder som er koldere, og man tolker typisk disse uregelmæssigheder som de allertidligste kim til strukturerne i vore dages Univers, såsom galaksehobe, filamenter og tomrum ("voids"). Observationer og forskning tyder på at uregelmæssighederne i den kosmiske baggrundsstråling blev igangsat af sammenklumpet mørkt stof, bl.a. fordi det også er nogenlunde jævnt fordelt og stort set kun vekselvirker gravitationelt med lys og andre partikler.

### Egenskaber
Egenskaber ved udsendelsen:

| Temperatur       | ca. 2.970 K                      |
| Frekvens         | ca. 174.636 GHz ( = ca. 175 THz) |
| Bølgelængde      | ca. 975,6684 nm                  |
| Energi pr. foton | ca. 1,271 eV                     |

Egenskaber når vi i dag måler den kosmiske baggrundsstråling fra Jorden:

| Temperatur       | 2,72548 ± 0,00057 K [4] |
| Frekvens         | ca. 160,23 GHz          |
| Bølgelængde      | ca. 1.063.390 nm        |
| Energi pr. foton | ca. 0,00166 eV          |

Når man måler den kosmiske baggrundsstrålings virkninger på objekter i forskellige afstande, observerer man en stigende temperaturgradient.
Jo fjernere fra Jorden objektet er, desto højere er temperaturpåvirkningen.
Den europæisk udviklede Planck-satellit, der blev opsendt af Den Europæiske Rumorganisation (ESA) i 2009, havde til formål at registre den kosmiske baggrundsstråling med den hidtil største nøjagtighed.